# Inmigración rumana en Italia
Los rumanos en Italia se convirtieron en una presencia y mayoría notable después de 1999, debido a una gran ola de emigración conocida en rumano como Fenomenul către UE. El 80% de los emigrantes se dirigió a España o Italia, cuyas lenguas nacionales están relacionadas con el idioma rumano. Ellas fueron seguidas por una ola aún más grande a partir de 2002, cuando los ciudadanos rumanos obtuvieron el derecho a abandonar su país e ir a cualquier país de la zona Schengen sin necesidad de una visa. Hacia el 1 de enero de 2013, había 1.071.342 ciudadanos rumanos viviendo en Italia, lo que representa una quinta parte de todos los ciudadanos extranjeros en ese país y aproximadamente el 1,75% de la población total de Italia.

## Población
| 2001 | 74 885 (censo)  |
| 2011 | 823 100 (censo) |
| 2012 | 834 465 (est.)  |
| 2013 | 933 354 (est.)  |